# OpenGameArt.org
Open Game Art — медиа-архив, предназначенный для использования в свободных программах и компьютерных играх. Его цель — позволить разработчикам использовать высококачественное содержимое, которое лицензировано соответствующим образом. Сайт содержит изображения, 3D-модели, звуковые эффекты и музыку.

## Содержимое сайта
Всё содержимое сайта OpenGameArt.org защищено свободными лицензиями, которые имеют статус копилефта. Это GNU General Public License и LGPL версий 2 и 3, а также лицензии Creative Commons, включая CC-Attribution 3.0, CC-Attribution-ShareAlike 3.0 и CC0. Последняя — функциональный эквивалент выпуска содержимого в общественное достояние при отказе от любых прав.
Содержимое под лицензией WTFPL явно не разрешено, однако может быль легко перелицензировано под CC0, и как таковое может быть загружено на OpenGameArt.org.
Проект не принимает содержимое, не предназначенное для коммерческого использования, поскольку это воспринимается как ограничение пользователей, в результате которого содержимое становится несвободным.
Поскольку сайт — хранилище бесплатного содержимого, большая его часть создаётся с помощью свободного программного обеспечения: GIMP, Inkscape, Blender.
На сайте есть раздел для статей и руководств, а также форум для пользователей.

## Пожертвования
Расходы на хостинг оплачивает оператор сайта. Пожертвования принимаются через PayPal и используются исключительно для создания новых работ.

## Конкурсы
С июня по июль 2009 года проводился конкурс пиксельной графики по созданию одежды, волос и аксессуаров для спрайтов пары гуманоидов, которое было поручено исключительно Open Game Art.
Чтобы стимулировать создание новых работ, на сайте проводится еженедельный неформальный конкурс Friday Challenge, в котором в пятницу объявляется художественная тема, после чего происходит голосование. Победитель определяется через девять дней.
С 2017 года сообщество организует полурегулярные сезонные игровые джемы на платформе itch.io.